# Estisch Cultuurkapitaal
Het Estische Cultuurkapitaal (Estisch: Eesti Kultuurkapital) is een fonds ter bevordering van de Estische cultuur. Het fonds werd in 1994 wettelijk ingesteld nadat reeds tussen 1925 en 1940 een dergelijke fonds had bestaan.

## Financiering
Het Cultuurkapitaal wordt net als in het interbellum gespekt door de accijnzen op alcohol en tabak. Het totale budget maakte bijvoorbeeld in 2012 meer dan 22 miljoen euro uit. Vier keer per jaar kunnen er aanvragen worden ingediend. In principe zijn er drie soorten subsidies:
- Beurzen en pensioenen, d.w.z. maandelijkse uitkeringen gedurende een langere periode
- Subsidies voor concrete projecten (tentoonstellingen, evenementen, boeken etc.)
- Prijzen

## Indeling
Het Cultuurkapitaal is ingedeeld in de volgende acht vakgebieden:
- architectuur
- audiovisuele kunst
- beeldende kunst
- literatuur
- muziek
- theater
- sport
- volkscultuur

## Prijzen
- jaarprijzen
- jaarprijzen per vakgebied
- Cultuurparel, prijs voor een bijzondere prestatie op cultureel gebied per provincie